# JCSAT-1
O JCSAT-1 foi um satélite de comunicação geoestacionário japonês que foi construído pela Hughes e era operado pela JSAT Corporation. O satélite foi baseado na plataforma HS-393 e sua vida útil estimada era de 10 anos.

## História
O JCSAT-1 foi o primeiro satélite de comunicações para prestar serviços comerciais do Japão começou a operar em 1989, quando um pequeno consórcio, Japan Communications Satellite Company (JCSAT), agora Japan Satellite Systems, Inc. (JSAT), lançou dois satélites, o JCSAT-1 em 6 de março, e o JCSAT-2 em 31 de dezembro. Os satélites retransmitia sinais de áudio, televisão, fax e serviços de dados de alta velocidade para uso comercial em todo o Japão. O satélite JCSAT-1 também transmitia vídeo com transmissão de alta qualidade e dados diretamente para o local de seus clientes.
O contrato para a Hughes Space and Communications International, Inc. construir os satélites foi concedido em junho de 1985, (HSCI), incluindo também duas estações de controle no Japão. O JCSAT-1 e 2. foram construídos na fábrica integrada de satélite Hughes em El Segundo, Califórnia.

## Lançamento
O satélite foi lançado ao espaço com sucesso no dia 06 de março de 1989, por meio de um veículo Ariane-44LP H10+, lançado a partir do Centro Espacial de Kourou, na Guiana Francesa, juntamente com o satélite Meteosat 4. Ele tinha uma massa de lançamento de 2.280 kg.

## Capacidade e cobertura
O JCSAT-1 era equipado com 32 transponders em banda Ku para fornecer áudio, televisão, fax e serviços de dados de alta velocidade ao Japão.